# 코스트로마현

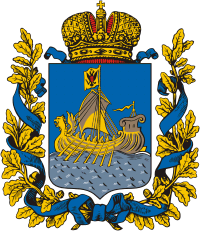
코스트로마현의 문장

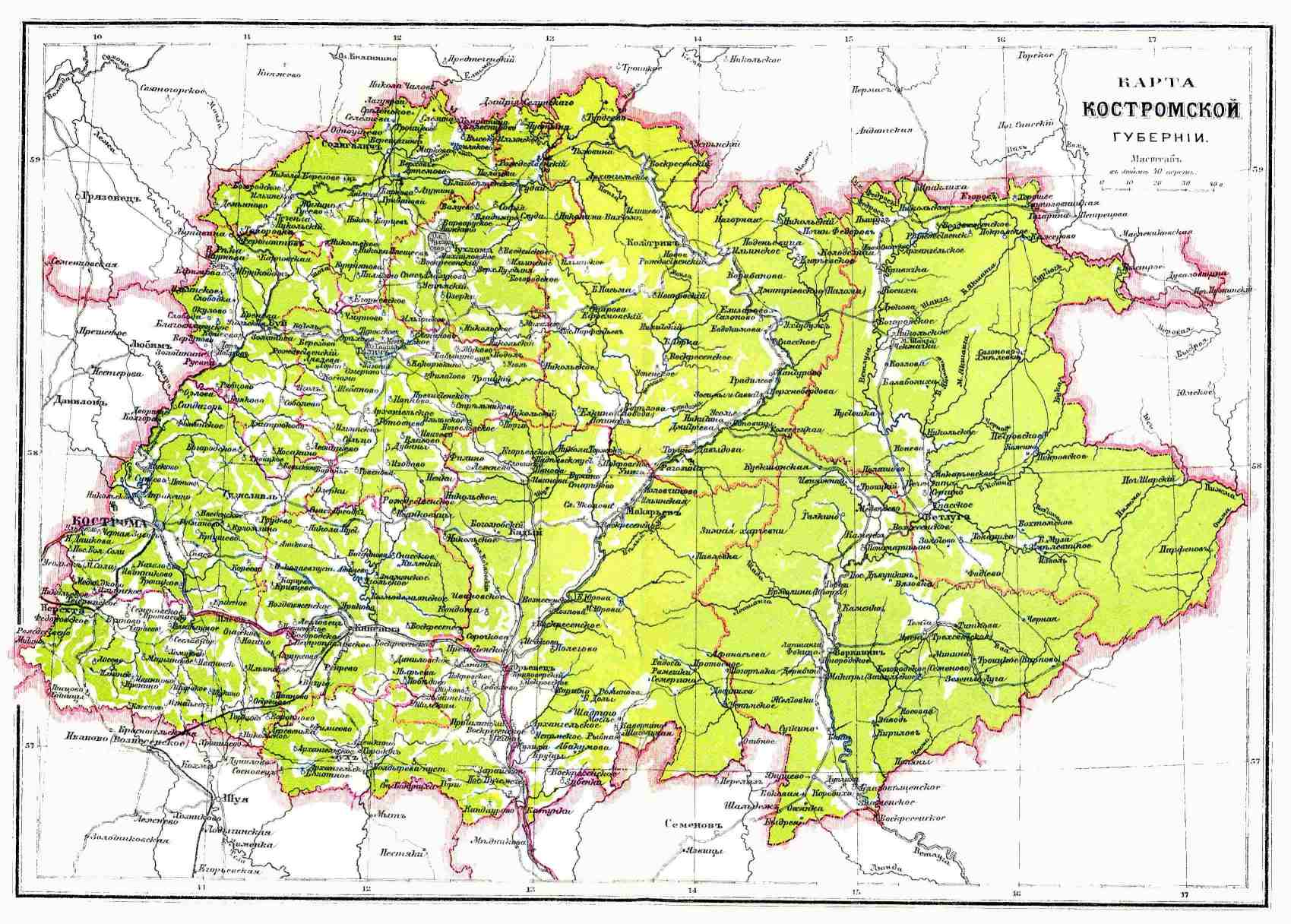
코스트로마현의 지도

코스트로마현(러시아어: Костромская губерния)은 1796년부터 1929년까지 존재했던 러시아 제국의 현으로 현도는 코스트로마이며 면적은 83,996.4km2, 인구는 1,429,228명(1897년 당시 기준)이다. 현재의 러시아 코스트로마주 대부분과 이바노보주 북동부, 니즈니노브고로드주 북부에 걸쳐 있었다.